# Odoo

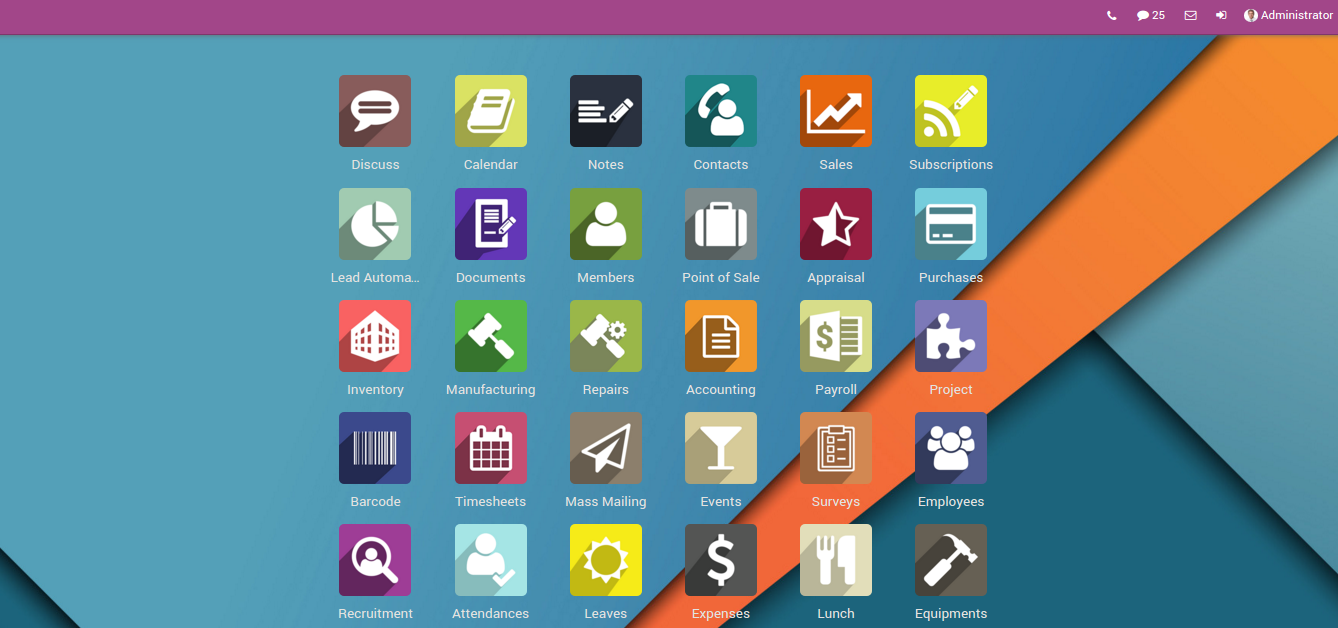
Odoo-apps

Odoo (voorheen OpenERP) is een open-source-softwarepakket voor enterprise resource planning (ERP) bij KMO's. De software wordt ondersteund door Odoo nv. Odoo heeft met vele andere opensourceprojecten gemeen dat programmeerwerk op maat, ondersteuning en andere diensten ook aangeboden worden door een actieve, wereldwijde gemeenschap en een partnernetwerk.
Odoo S.A. gaat uit van het volgende basisidee: Odoo als alternatief voor SAP, Microsoft Dynamics, Compiere en andere resource planning-pakketten. Volgens oprichter Fabien Pinckaers is "Odoo geen ERP-pakket, maar een collectie bedrijfstoepassingen: ... Qua functionaliteit zijn we op bepaalde vlakken vergelijkbaar met SAP, maar het accent ligt anders"
Odoo wordt onder de voorwaarden van de AGPL-licentie verspreid.

## Ontwikkelingsmethodologieën
Odoo gebruikt een service-oriented architecture (SOA) als patroon voor het software-architectuurontwerp.
Odoo wordt ontwikkeld met agile-softwareontwikkelings- en test-driven development-methodologieën. De recentste versies van Odoo (versie 14) werden overwegend ontwikkeld als webapplicatie. Odoo bevat een applicatieserver/webserver die zich bezighoudt met ERP-bedrijfslogica, die data opslaat langs een interface met een databank in combinatie met een webclient die benaderd wordt door webbrowsers.
De server en het bedrijfslogica-gedeelte zijn hoofdzakelijk geschreven in de programmeertaal Python. De webclient is voornamelijk geschreven in JavaScript. Odoo maakt gebruik van PostgreSQL als RDBMS voor de opslag van de data. De broncode wordt gehost op de Launchpad-projecthosting-webapplicatie, met behulp van het GNU Bazaar distributed revision control-systeem, gesponsord door Canonical. De documentatie wordt eveneens beheerd op dit platform, maar deze wordt eveneens gepubliceerd op een aparte website. Bedrijfstoepassingen zijn georganiseerd in modules. Een module is een folder met een vooraf gedefinieerde structuur die Pythoncode en XML-bestanden bevat. In zo'n module worden de datastructuur, de formulieren, rapporten, menu's, procedures, workflows gedefinieerd. Modules kunnen ook webcomponenten bevatten die in JavaScript geschreven zijn.

## Apps
Odoo S.A. stelt een website ter beschikking waar de officieel ondersteunde modules, alsook de bijgedragen modules beschreven worden. Aan contributiemodules kan gratis gerefereerd worden, zolang aan een aantal voorwaarden voldaan wordt. In november 2012 waren er 3500 Odoo-apps beschikbaar, dit was in december 2019 opgelopen tot 20.000.

## Versiehistorie
Odoo biedt voor de laatste drie versies ondersteuning. Op het moment dat de volgende versie uitkomt vervalt dan ook de ondersteuning voor de tot dan toe laatst ondersteunde versie.
| Programmanaam | Versie | Startdatum    | Belangrijke aanpassingen |
| ------------- | ------ | ------------- | --- |
| Tiny ERP      | 0.1    |               | |
| Tiny ERP      | 0.2    |               | |
| Tiny ERP      | 0.3    |               | |
| Tiny ERP      | 0.4    |               | |
| Tiny ERP      | 0.5    |               | |
| OpenERP       | 6.0    | Januari 2011  | |
| OpenERP       | 6.1    | Februari 2012 | |
| OpenERP       | 7.0    | December 2012 | |
| Odoo          | 8.0    | Februari 2014 | |
| Odoo          | 9.0    | Oktober 2015  | Nieuwe gebruikersinterface die volledig responsive is, vernieuwde boekhoudmodule |
| Odoo          | 10     | Oktober 2016  | Wijzigingen in de werking met Workcenters, PLM en kwaliteitscontroles. Toevoeging van de Odoo Studio, voor het toevoegen van bijkomende functionaliteiten. Ook is er sinds versie 9 een Enterprise-versie waaraan licentiekosten zijn verbonden. |
| Odoo          | 11     | Oktober 2017  | Versie 11 is een verdere stabilisatie van de vorige versie. Ook bevat deze verbeteringen in de magazijn- en productiemodule. |
| Odoo          | 12     | Oktober 2018  | |
| Odoo          | 13.0   | Oktober 2019  | |
| Odoo          | 13.2   | April 2020    | |
| Odoo          | 14.0   | Oktober 2020  | |
| Odoo          | 15.0   | Oktober 2021  | |
| Odoo          | 16.0   | Oktober 2022  | |
| Odoo          | 17.0   | November 2023 | |